# Zespół Leczenia Środowiskowego
Zespół Leczenia Środowiskowego (domowego) – forma terapii dla osób z przewlekłymi zaburzeniami psychicznymi. Jest najczęściej jednostką organizacyjną szpitala psychiatrycznego, Poradni Zdrowia Psychicznego lub Zakładu Opieki Zdrowotnej. Podstawową formą kontaktu są wizyty domowe.
Zapewnia świadczenia zdrowotne w środowisku społecznym pacjentom, którzy:
- zakończyli leczenie w oddziale całodobowym lub dziennym i wymagają dalszych, intensywnych oddziaływań socjoterapeutycznych, farmakologicznych i rehabilitacyjnych
- z którymi nie udało się uzyskać trwałej efektywnej współpracy w leczeniu w warunkach oddziału szpitalnego lub poradni (chorzy wielokrotnie hospitalizowani)
- nie utrzymują się w innych formach leczenia

W Zespole zatrudnione są osoby o różnych specjalnościach zawodowych: psychiatrzy, psycholodzy (psychoterapeuci), pielęgniarki, pracownicy socjalni, pedagodzy, terapeuci zajęciowi.
Każdy pacjent przyjęty do Zespołu ma swojego terapeutę, z którym realizuje indywidualny program terapeutyczny.
Terapeuta utrzymuje także kontakt i współpracuje z rodziną, środowiskiem pacjenta, odpowiednimi placówkami leczącymi (szpital, poradnie) oraz innymi instytucjami i organizacjami społecznymi. Zespół Leczenia Środowiskowego przyczynia się do poprawy ciągłości leczenia i jego efektów. Celem pracy Zespołu jest skrócenie czasu pobytu w oddziale całodobowym, a w niektórych wypadkach uniknięcie hospitalizacji i zapobieganie nawrotom.
Do Zespołu nie są przyjmowani pacjenci, którzy ze względu na swój stan psychiczny lub fizyczny, wymagają leczenia szpitalnego.

## Rodzaje ZLŚ
- zespół leczenia środowiskowego dla osób z zaburzeniami psychicznymi (przede wszystkim osoby z rozpoznaniem: schizofrenia, zaburzenia schizoafektywne, zaburzenia afektywne dwubiegunowe, zaburzenia depresyjne, zaburzenia lękowe i inne)
- zespół leczenia środowiskowego dla dzieci i młodzieży
- zespół leczenia środowiskowego dla osób z autyzmem dziecięcym